# Karl May

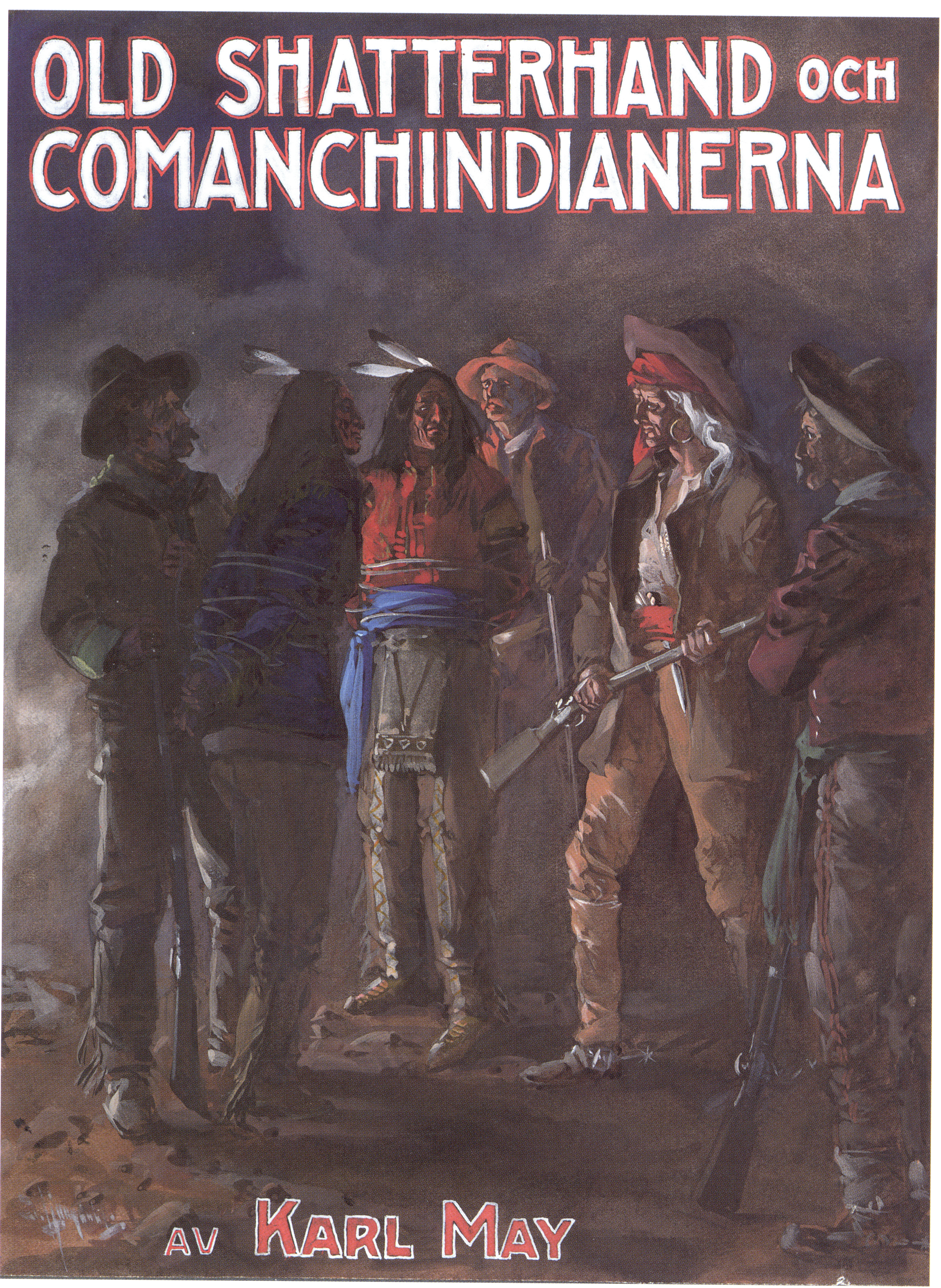
Bokomslag till Old Shatterhand och comanchindianerna utfört av David Ljungdahl.

Karl May, egentligen Carl Friedrich May, född 25 februari 1842 i Ernstthal i nuvarande Sachsen, död 30 mars 1912 i Radebeul i Sachsen, var en tysk författare, mest känd för sina äventyrsböcker i Vilda Västern-miljö, såsom Winnetous testamente och Old Shatterhand och comanchindianerna.  

## Biografi
Karl May föddes 1842 i en fattig familj av vävare. Kort efter födseln blev han nästan blind men återfick synen i femårsåldern. Under tiden som blind fick han lyssna till spännande sagor som de vuxna berättade. Nitton år gammal började han att arbeta som lärare men fick nästan omgående sluta sedan han fått en fängelsedom för stöld. Han satt i fängelse i omgångar, sammanlagt åtta år, för stöld och bedrägeri. Det var i fängelset han började att skriva texter som ett sätt dämpa oro och vanföreställningar. Även senare i livet drabbades han av psykiska problem.
1875 blev Karl May tidskriftsredaktör hos förlaget Münchmeyer i Dresden och några år senare  medarbetare i familjetidskriften Deutscher Hausschatz. Han skrev följetonger och romaner i olika genrer för vuxna och för unga och blev på 1880-talet en mycket framgångsrik författare. Han dog 1912 men hans böcker fortsatte att ges ut på många språk. 1913 startade hans änka Karl May-Verlag med uppgift att ge ut böcker och annat material av och om Karl May. Hundra år senare är förlaget fortfarande livaktigt.
Karl May är den författare på tyska språket vars böcker sålts i störst antal, troligen mer än 100 miljoner.

## Eftermäle
Asteroiderna 348 May och 15728 Karlmay är uppkallade efter honom.

## Berättelser
Karl May skrev ett otal berättelser både för vuxna och för barn. Ofta handlar det om äventyr i Mellanöstern och Nordafrika eller i Nordamerika. De är skrivna i jag-form där författarens alter ego kallas Kara Ben Nemsi respektive Old Shatterhand. May var väl inläst men besökte varken Afrika eller Amerika förrän mot slutet av sitt liv.
May / Kara Ben Nemsi / Old Shatterhand framstår som konservativ, kristen, antidemokrat och nationalistisk. De goda vita männen, inklusive Old Shatterhand, är tyskar. Det blir tydligt att May hyser stor sympati för nordamerikanska indianer, särskilt apacherna. Deras hövding Winnetou framställs som särskilt ädelmodig. Kineser beskrivs som lata och tjuvaktiga, araber som grymma och opålitliga och afroamerikaner som naiva och enkelspåriga. Mot de goda vita och deras allierade indianer står giriga engelskättade yankees.
Ungdomsromanerna är inriktade på att ge spänning och mysterier och är inte så påtagligt moraliserande som vuxenböckerna. De kan vara förkortade versioner av vuxenböckerna. I senare utgåvor och i översättningar är ofta fördomsfulla beskrivningar borttagna. Likartade episoder kan återkomma i olika böcker.

## Svenska översättningar
- Abu-Seïf (1881)
  - Abu-Seif: äventyrsroman från Röda havet och Mekka (översättning Axel Kerfve, Chelius, 1913)
- Deutsche Herzen, Deutsche Helden (1885–1888)
  - Svenska hjärtan och hjältar (Kungsholms bokförlags-expedition, 1905)
- Der Sohn des Bärenjägers (1887)
  - Björnjägarens son (översättning Ellen Bergström, Bille, 1892)
  - Björnjägarens son (översättning Erik Grafström, B. Wahlström,1917)
  - Björnjägarens son (översättning Knut Stubbendorff, Bonnier, 1920)
  - Björnjägarens son : indianberättelse (bearb. av Hugo Gyllander, Svensk läraretidning, 1924) (Barnbiblioteket Saga, 99)
  - Björnjägarens son (ny bearbetning av Bertil Lagerström, Åhlén & Åkerlund, 1956)
  - Björnjägarens son ; Öknens ande (översättning och bearbetning av Harry Lundin, International Book Automation, 1966)
- Der Geist des Llano Estakado (1888)
  - Öknens ande (översättning Ellen Bergström, Bille, 1892)
  - Öknens ande (översättning Erik Grafström, B. Wahlström, 1921)
  - Öknens ande: indianberättelse (övers. för Saga av Hugo Gyllander, Svensk läraretidning, 1923) (Barnbiblioteket Saga, 93)
  - Öknens ande (översättning Erik Lundegård, Bonnier, 1923)
  - Öknens ande (översättning A. Berg (Adil Bergström), Holmquist, 1930)
  - Öknens ande (anonym översättning?, Niloé, 1964)
  - Björnjägarens son ; Öknens ande (översättning och bearbetning av Harry Lundin, International Book Automation, 1966)
- Der Schatz im Silbersee (1890/91)
  - Skatten i Silfversjön: äfventyrsskildringar från den fjerran vestern (anonym översättning?, Skandia, 1902)
  - Skatten i Silversjön (översättning Kerstin Wenström, B. Wahlström, 1913)
  - Skatten i Silversjön (översättning A. Berg (Adil Bergström), Holmquist, 1930)
  - Skatten i Silversjön (översättning G. Edelberg, Lindblad, 1951)
  - Skatten i Silversjön (översättning Torleif Hellbom, Lindblad, 1963)
  - Skatten i Silversjön (anonym översättning?, International Book Automation, 1966)
- Durch Wüste und Harem (1892) (senare utg. som Durch die Wüste)
  - Genom öknen (översättning Anna Frunck, Bille, 1906) (Old Shatterhand i Orienten. 1)
  - Genom öknen (översättning Erik Grafström, B. Wahlström, 1919)
  - Reseäventyr. 1. Dödsritten (Skandinavia, 1925)
- Durchs wilde Kurdistan (1892)
  - Genom vilda Kurdistan (översättning Anna Frunck, Bille, 1907) (Old Shatterhand i Orienten. 2)
  - Reseäventyr. 3. Genom vilda Kurdistan (Skandinavia,, 1926)
- Von Bagdad nach Stambul (1892)
  - Reseäventyr. 5, Dödskaravanen (Skandinavia, 1926)
  - Reseäventyr. 6, Från Damaskus till Stambul (Skandinavia,, 1926)
  - Från Damaskus till Konstantinopel (översättning Anna Frunck, Bille, 1909) (Old Shatterhand i Orienten. 4)
  - Från Damaskus till Turkiet (översättning A. Berg (Adil Bergström), 1928)
- Winnetou II (1893)
  - Winnetous sista strid (Lars Jobs har redigerat, översatt och bearbetat berättelserna efter valda kapitel ur den tyska samlingsvolymen Winnetou, del 2 och 3, B. Wahlström, 1962)
- Winnetou III (1893)
  - Winnetou, apachernas hövding: berättelserna hämtade ur Winnetou, tredje delen (översättning Berit Gund (Berit Skogsberg), B. Wahlström, 1960)
  - Winnetous testamente (Das Testament des Apachen (1913, ur Winnetou III) (översättning Olov Thomas, B. Wahlström, 1918)
  - Winnetous testamente (Das Testament des Apachen (1913, ur Winnetou III) (Niklas von Zweigbergk har översatt och bearbetat …, B. Wahlström, 1963)
- Old Surehand I (1894)
  - Old Surehand ... 1, Äventyr bland komanchindianer (översättning H. Söderbaum, Ad. Johnson, 1922)
  - Old Shatterhand och comanchindianerna (översättning Erik Grafström, B. Wahlström, 1914)
- Old Surehand II (1895)
  - Old Surehand ... 2, Oasens hemlighet (anonym översättning?, Ad. Johnson, 1922)
  - Öknens hemlighet: Old Shatterhand, Winnetou, Old Shurehand: nya äventyr (anonym översättning?, Ugglan, 1945)
- Der schwarze Mustang (1896/97)
  - Svarte mustangen (anonym översättning?, Adolf Bonnier,1900)
  - Svarta mustangen (översättning Erik Grafström, B. Wahlström, 1917)
  - Svarta mustangen (översättning E. Svanberg, Holmquist, 1930)
  - Den svarta mustangen (översättning Adil Bergström, B. Wahlström, 1936)
  - Svarta Mustangen (översättning G. Edelberg, Lindblad, 1952)
  - Svarta Mustangen ([förkortad] översättning Niklas von Zweigbergk, B. Wahlström, 1964)
- Old Surehand III (1897)
  - Old Surehand ... 3, På spaning efter Old Surehand (översättning H. Söderbaum, Ad. Johnson, 1928)
- Im Todestal (1934, bearbetad version av Deutsche Herzen, Deutsche Helden)
  - Dödsdalen (översättning G. Edelberg, Lindblad, 1955)
  - Dödsdalen (översättning Niklas von Zweigbergk, B. Wahlström, 1964)
- Oidentifierade Old Shatterhand-böcker
  - Old Shatterhand och Yumaindianerna: berättelse från Mexiko (översättning P. Hallström, Bille, 1901)
  - Old Shatterhand och Yumaindianerna (översättning A. Berg (Adil Bergström), Holmquist, 1930)
  - Old Shatterhand och de tyska utvandrarne: berättelse från Mexiko (översättning P. Hallström, Bille, 1902)
  - Old Shatterhand och de tyska utvandrarna (översättning A. Berg (Adil Bergström), Holmquist, 1931)
  - Old Shatterhand och apachindianerna (översättning och bearbetning av Gösta Högelin, B. Wahlström, 1944)
  - De tre: Old Shatterhand, Winnetou, Old Surehand (anonym översättning?, Ugglan, 1945)
- Oidentifierade Winnetou-böcker
  - Winnetous hämnd ( Magnus Lindberg har red., övers. och bearb. berättelserna efter tyska orig, B. Wahlström 1961)
  - Winnetou (översättning Solveig Karlsson, B. Wahlström, 1971)
- Oidentifierade reseberättelser
  - Bland kurdiska tjuvar (översättning Anna Frunck, Bille, 1908) (Old Shatterhand i Orienten. 3)
  - Reseäventyr. 2. Bland djävulsdyrkare (Skandinavia, 1925 eller 1926)
  - Bland turkar och djävulsdyrkare (översättning Axel Kerfve, Chelius, 1913)
  - Reseäventyr. 4, Bland blodshämnare (Skandinavia,, 1926)
- Övriga oidentifierade böcker
  - På lif och död eller Fångad och befriad ; Ur lifvet i vilda vestern: indianhöfdingen (Ol. Hansen, 1897)
  - Abrahim Mamur (översättning Axel Kerfve, Chelius, 1913)
  - Old Surehand ... 4,Old Surehand återfunnen (översättning H. Söderbaum, Ad. Johnson, 1929)
  - Kaparkaptenen (översättning S. Bergh, Wahlström & Widstrand, 1917)
  - Kanada Bill (översättning Birgit Helling, Hasselgren, 1944)